# 玉川 (井手町)
玉川（たまがわ）は、京都府綴喜郡井手町を流れる一級河川。淀川水系の木津川支流。環境省によって「平成の名水百選」に選ばれている。上流部にある大正池は「井手町大正池 癒しと交流の空間」として京都府景観資産に選定されており、また農林水産省の「ため池百選」に選定されている。

## 名称
『山州名跡志』は「井堤河」と、『京都府地誌』は「水無川」と、『扶桑京華志』は「玉河」としており、井手川とも呼ばれる。古名である水無川は水量が乏しいことに由来する。宮城県多賀城市を流れていた玉川（野田の玉川）、東京都を流れている多摩川（調布の玉川）、滋賀県草津市を流れる玉川（野路の玉川）、和歌山県高野山を流れる玉川（高野の玉川）、大阪府高槻市を流れる玉川（三島の玉川）とともに、「日本六玉川」の一つに数えられる。

## 地理

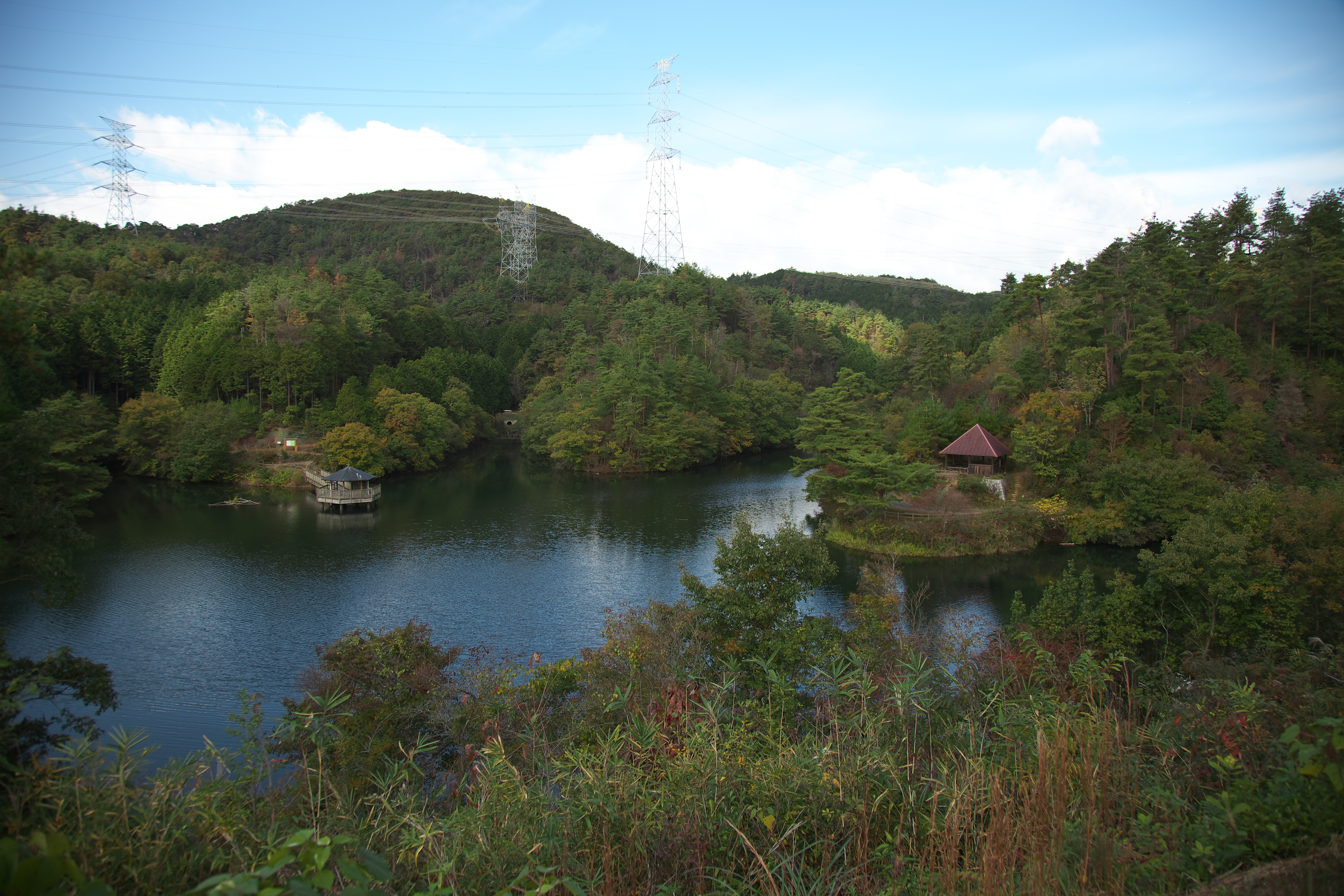
大正池

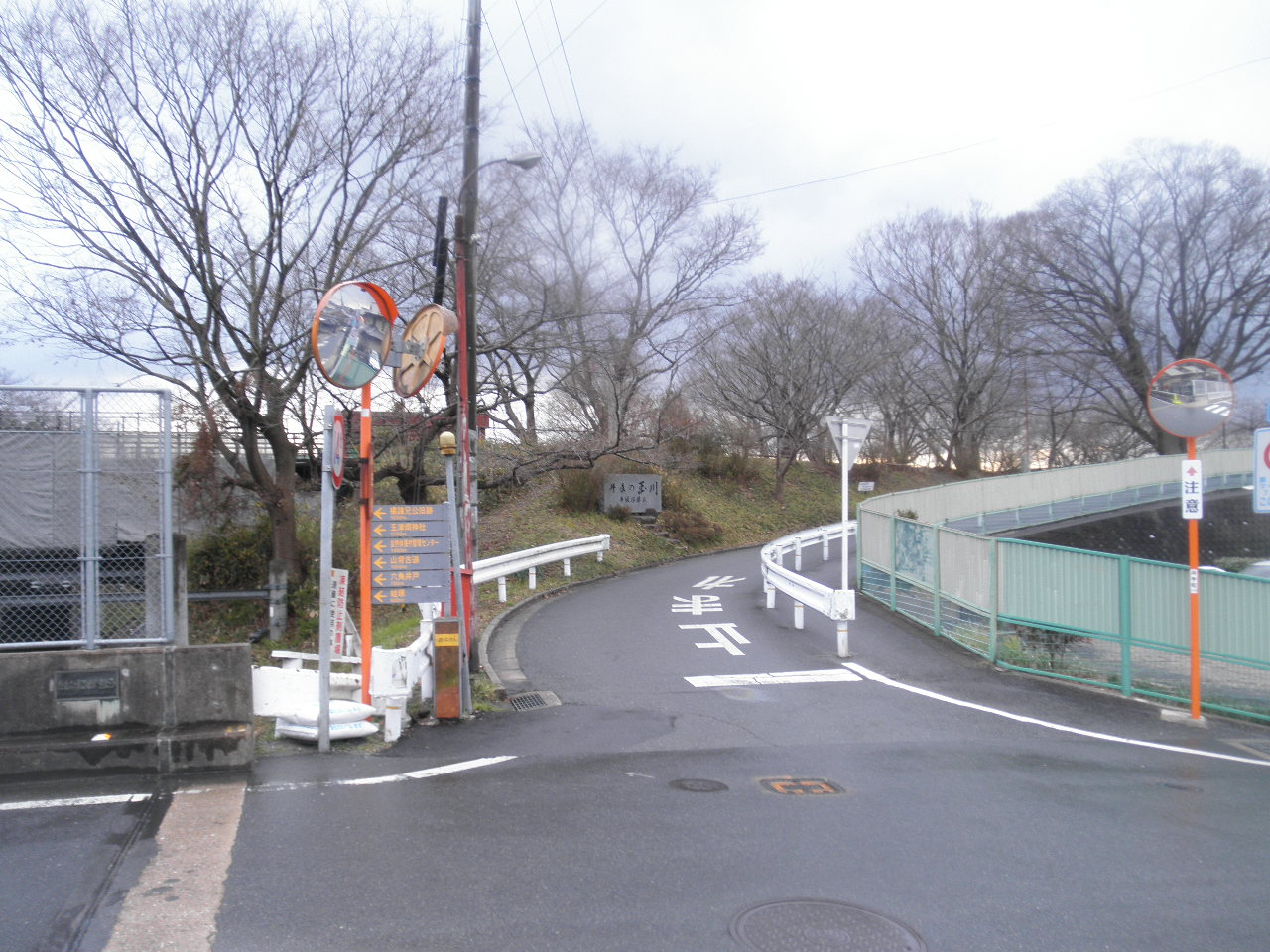
天井川となっている下流部

角川書店の『角川日本地名大辞典』や淡交社の『京都大事典 府域版』は河川延長を2.5キロメートルとし、平凡社の『日本歴史地名大系』は河川延長を6キロメートルとしている。流域面積は7.8平方キロメートル。
『角川日本地名大辞典』や『京都大事典 府域版』は水源から合流先まですべて京都府綴喜郡井手町南部としており、『日本歴史地名大系』は源流を京都府相楽郡和束町白栖の山中と、合流先を京都府綴喜郡井手町としている。いずれにしても京都府南部の山中に端を発し、上中流部には灌漑用ため池である大正池がある。中下流部は流路が直線状となっており、条里制の条の境界と一致している。下流部は天井川となっている。井手町では渋川や青谷川なども天井川となっており、日本でも代表的な天井川地帯となっている。
中流部には重さ数百トン・高さ約5メートルの「玉川の駒岩」がある。保延3年（1137年）5月6日には全長約1メートルの馬の絵が彫られた。玉津岡神社の飛び地境内に奉納されており、この場所では雨ごいや治水の祈願が行われた。1953年（昭和28年）8月の南山城水害では駒岩も流されたが、ふるさと創生基金を使った史跡整備で駒岩の整備が行われた。

## 歴史

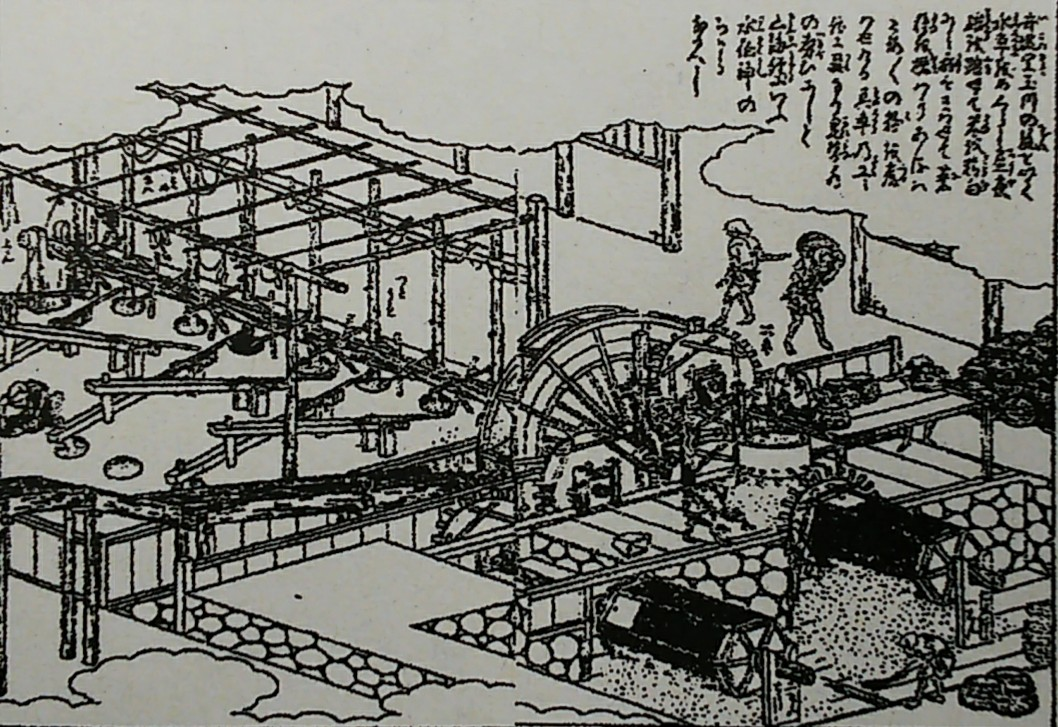
水車を用いて油絞や精米を行っている様子（拾遺都名所図会）

奈良時代には橘諸兄が当地に別邸を構えていて、井手左大臣と呼ばれていた。橘諸兄は玉川の堤にヤマブキを植え、名所として知られるようになった。奈良時代にはすでに玉川の扇状地の開発が行われており、玉川から扇状地に灌漑用水が引かれた。寛治年間から天治年間（1087年-1125年）に編纂された『東大寺文書』によると、山麓の井手村と下流の水無村・石垣村の間で用水権の取得などをめぐる問題が起こっている。江戸時代の『井手村明細帳』によると玉川からは4か所の用水井堰から扇状地の水田に導水されており、一の堰から井手台（現・上井手地区）に、二の堰から上田台（現・石垣 上村地区）に、三の堰から石垣台（現・石垣地区）に、四の堰から水無台（現・水無地区）に導水されている。
江戸時代には谷口付近から導水して水車を動かしており、天明7年（1787年）の『拾遺都名所図会』には油絞や精米が行われている様子が描かれている。江戸時代の南山城地方で水車を利用した工業が発達した珍しい地域であり、搾油業の一大工業地だった。玉川は年間を通じて水量が一定であり、日照り続きでも枯れることがないために水車を回す条件がそろっていた。井手で生産される灯明用の油は良質であり、禁裏御用達品として高値で売られた。

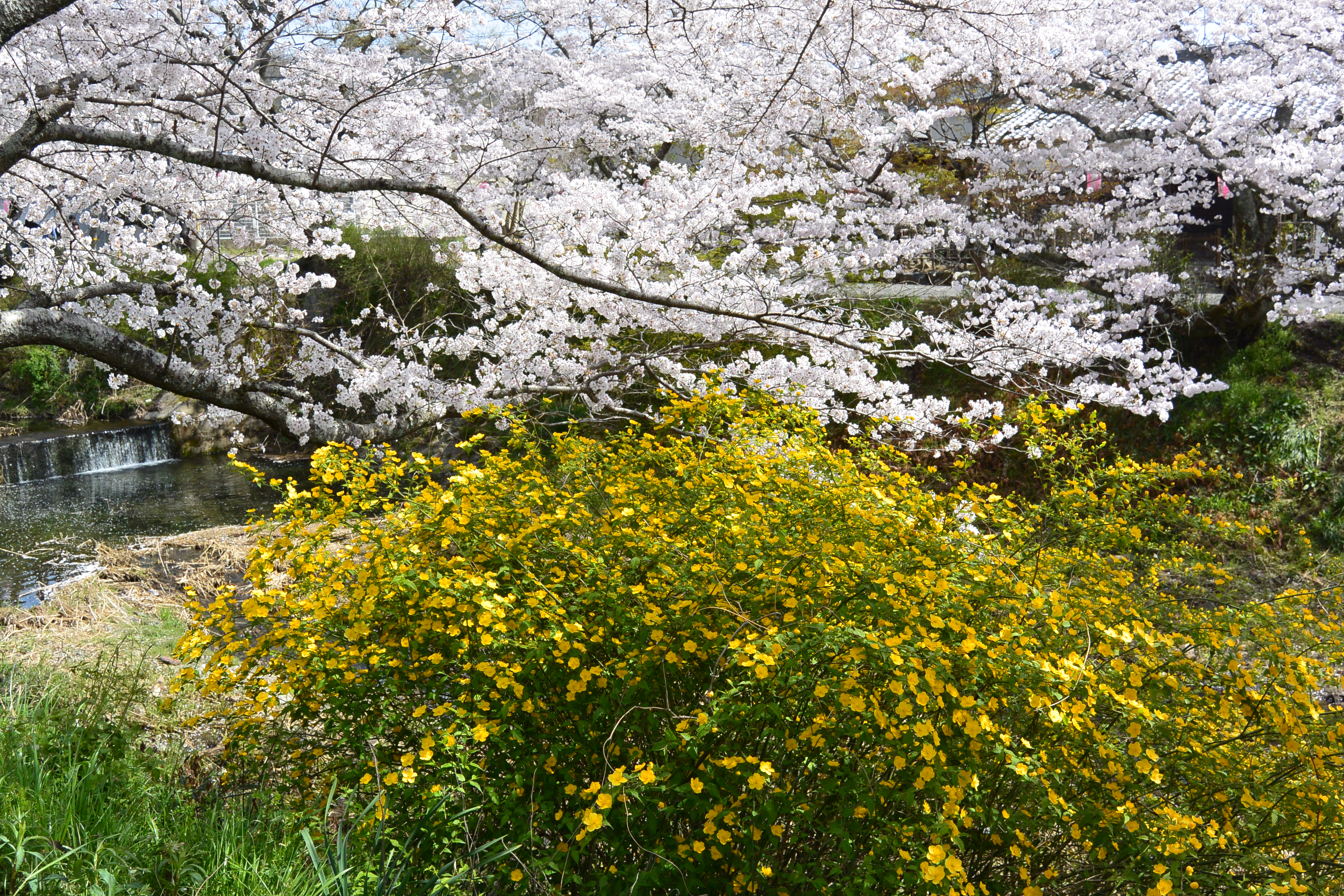
井手町の花でもあるヤマブキは玉川土手にたくさん植えられている

1953年（昭和28年）8月の南山城水害では玉川堤がすべて決壊・流出し、井手町では死者107人という甚大な被害を出した。水害後に改修工事が行われ、1904年（明治37年）に発足していた井手保勝会によって再び堤にヤマブキが植えられたほか、桜も植えられた。1960年（昭和35年）に上流に完成した大正池は灌漑用の重力式コンクリートダム湖である。2008年（平成20年）には「井手町大正池 癒しと交流の空間」として京都府景観資産に選定されたほか、2010年（平成22年）には農林水産省の「ため池百選」に選定された。
下流1.5キロメートルの区間には約500本のソメイヨシノが植えられており、桜祭りの期間中には約5万人の花見客が訪れる。桜の後にはヤマブキが咲き誇る。井手町まちづくりセンター椿坂の南側にある橋本橋のたもとには、1968年（昭和43年）に建立された宮本水車記念碑がある。2015年（平成27年）には井手町ふるさとガイドボランティアの会がかつての足踏み水車を改造して玉川に設置した。

## 文化
平安時代以降には約300首の詩歌に詠まれているとされる。明治時代に編纂された『京都府地誌』でも井手といえばヤマブキの名所として知られており、上流に生息しているカエルの鳴声とともに歌に詠まれた。
- 小野小町「色も香もなつかしきかな蛙なく井手のわたりの山吹の花」（『小町集』）
- 源順「春ふかみ井手の川波立ちかへりみてこそゆかめ山吹の花」（『拾遺集』）[3]
- 藤原俊成「駒とめてなお水飼はむ山吹の花の露添ふ井手の玉川」（『新古今集』）[2]
- 後鳥羽天皇「玉川の岸の山吹かげみえて色なるなみにかはづ鳴なり」（『後鳥羽院集』）[3]

## ギャラリー

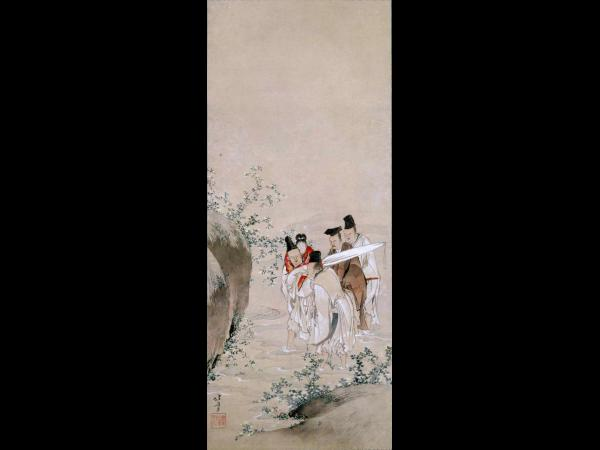
葛飾北斎による掛軸『井手の玉川』
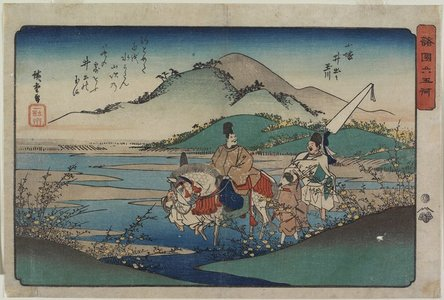
歌川広重による浮世絵『山城 井手 玉川』
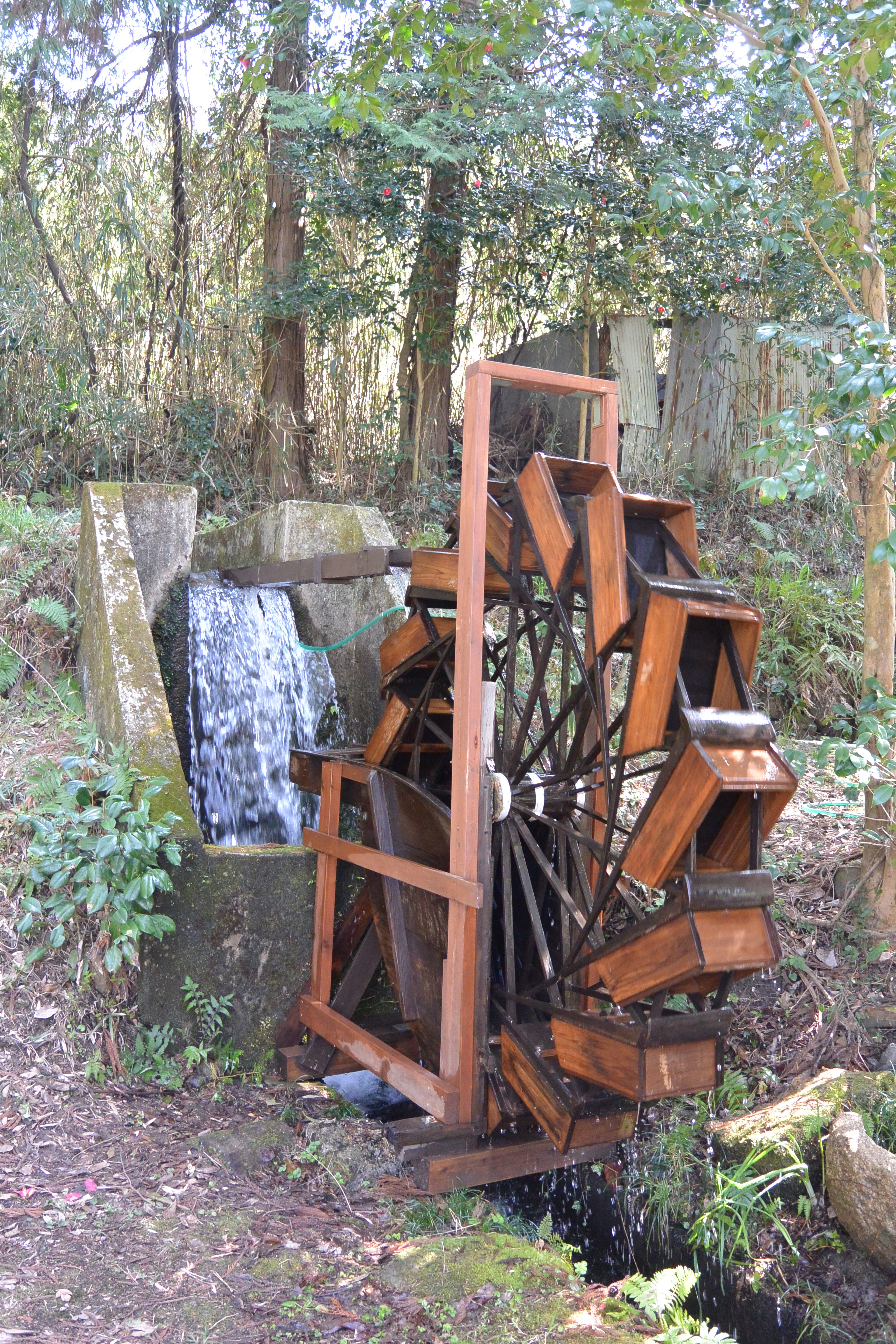
2018年のさくらまつり期間中に宮本水車記念碑の横に設置された水車。